# Zahra Abdulla
Zahra Abdulla (somaliska: Sahra Cabdulla, arabiska: زهراء عبد الله) (född 1966 i Mogadishu) är en finländsk politiker. Hon är ersättare i Helsingfors stadsfullmäktige, och representerar Vänsterförbundet sedan 2017 efter att tidigare varit medlem av De Gröna.
Hon tillbringade flera av sina första år i Egypten och Kenya. Senare studerade hon medicin i Moskva, i dåvarande Sovjetunionen. Sovjetunionens upplösning och det samtidiga utbrottet av det somaliska inbördeskriget tvingade henne emellertid att söka politisk asyl i grannlandet Finland. Hon fick så småningom finländskt medborgarskap år 1998.
Abdulla bor för närvarande på Drumsö i Helsingfors. Hon talar flytande finska, engelska, somaliska, arabiska och ryska.
Efter att ha arbetat en tid som barnmorska, påbörjade Abdulla senare en karriär inom politiken. I riksdagsvalet 2007 var hon nära att bli den första somaliska invandraren i Finlands riksdag. Men mycket nära slutet av rösträkningen blev hon slagen av partikollegan Outi Alanko-Kahiluoto med bara några hundra röster (4586 kontra 4174).
I oktober året därpå blev Abdulla vald till Helsingfors stadsfullmäktige med nästan 2500 röster. De orsaker som nämns för Abdullas framgång i valet var hennes höga utbildningsnivå, och ett betydande lokalt stöd för De Gröna.